# آنری مواسان
فردینان فردریک آنری مواسان (به فرانسوی: Ferdinand Frederick Henri Moissan) (زاده ۲۸ سپتامبر ۱۸۵۲ پاریس - درگذشته ۲۰ فوریه ۱۹۰۷ پاریس) شیمیدان فرانسوی بود که برنده جایزه نوبل شیمی سال ۱۹۰۶ شد. به خاطر خدمات بزرگش در تحقیق و تجزیه عنصر فلئور، و نیز وارد کردن کوزهٔ برقی به خدمت علوم، کوره‌ای به نام او خوانده می‌شود.

## زندگی
تحصیلاتش را در پاریس انجام داد و در همان‌جا استاد زهرشناسی و شیمی معدنی شد. او آزمایش‌هایش را با تجزیهٔ عنصر فلوئور در ۱۸۸۴ آغاز کرد و دو سال بعد به موفقیت دست یافت. مواسان از طریق بلور کرین گرفته شده از آهن گداختهٔ تحت فشار، برای ساختن الماس تلاش کرد و کوره‌ای برقی ساخت که دمایی تا ۳۵۰۰ درجه سانتیگراد داشت و به همین دلیل، زمینه‌ای تازه برای شیمی گشود. کارباید سیلیکون را کشف کرد، و ساختن مواد استیلینی را از لحاظ تجارتی مقرون به صرفه ساخت. بسیاری از فلزهایی را که تا آن زمان شناخته نشده بودند او کشف کرد مثل Mb, Ta, Nb, V، W، و U.